# John McArthur
John McArthur (17 novembre 1826 – 15 mai 1906) est un général de l'Union au cours de la guerre de Sécession. McArthur devient l'un des commandants les plus capables sur le théâtre occidental.

## Avant la guerre
McArthur naît à Erskine, en Écosse. Il apprend à être un forgeron et émigre aux États-Unis à l'âge de 23 ans et s'installe à Chicago. Il est le propriétaire de l'Excelsior Iron Works. Il sert également dans les Chicago Highland Guards, une unité de la milice.

## Guerre de Sécession
Après le déclenchement de la guerre de Sécession, McArthur est nommé colonel du 12th Illinois Infantry. Peu de temps après, il est promu au commandement de la première brigade de la division du brigadier général Charles F. Smith et combat lors de la bataille de fort Donelson. Même si la division de Smith est déployée sur le flanc gauche de la ligne de l'Union, la brigade de McArthur est détachée auprès de la division de John A. McClernand pour étendre le flanc droit vers la rivière Cumberland. La brigade de McArthur n'est jamais positionnée correctement et lorsque les confédérés font leur tentative de percée, McArthur et la brigade voisine de Richard J. Oglesby souffrent fortement. Malgré cela, les deux brigades se retirent en relatif bon ordre.
À la suite du fort Donelson, McArthur est promu au brigadier général le 21 mars 1862, et mène la deuxième brigade de la deuxième division de l'armée du Tennessee lors de la bataille de Shiloh. Les membres de sa brigade portent la casquette écossaise et sont donc surnommés la « brigade du Highland ». McArthur est blessé à la tête de sa brigade dans une percée face à un encerclement confédéré le premier jour de Shiloh. Il mène sa brigade durant le siège de Corinth.
À la suite de la prise de Corinth, McArthur prend le commandement de la sixième division et reçoit l'ordre de renforcer l'armée du Mississippi du major général William S. Rosecrans, en poste à Corinth. À la veille de la bataille de Corinth, le brigadier général Thomas J. McKean arrive de Saint-Louis et en raison de son rang remplace McArthur au commandement de la division. Des ordres sont donnés pour placer McKean au commandement de la division, mais aucun ordre est donné pour réaffecter McArthur. Par conséquent, McArthur est sans commandement pendant une brève période, mais reste à portée de main, aidant même le colonel John M. Oliver à positionner les piquets pour sa brigade à proximité. Un officier d'état-major au quartier général de Rosecrans se rappelle la situation de McArthur et un ordre spécial est immédiatement envoyé pour renvoyer McArthur au commandement de la première brigade de la sixième division, qui était récemment commandée par le colonel Benjamin Allen alors que McArthur était au commandement divisionnaire.
Après Corinth, McArthur reprend le commandement de la sixième division, qui fait maintenant partie du XVIIe corps. Il la mène pendant le siège de Vicksburg et commande le poste à Vicksburg après la reddition confédérée. Il est au commandement de la première division du XVIe corps et est impliqué dans la poursuite de Sterling Price lors de son raid au Missouri. Sa division est transférée avec le reste du corps d'armée du Tennessee, où ses troupes jouent un rôle important dans la rupture des lignes confédérées de la deuxième journée de la bataille de Nashville. Il obtient un brevet de promotion de major-général des volontaires pour ses actions lors de cette bataille. Il mène également sa division au combat lors de la bataille de Fort Blakely.

## Après la guerre
Après la guerre, il est impliqué dans un certain nombre de professions, y compris commissaire des travaux publics de Chicago au cours de l'incendie de Chicago, maître des postes général de Chicago et directeur général de Chicago et de la Vert Stone Company. McArthur meurt à Chicago dans l'Illinois. Il est inhumé au cimetière de Rosehill.